# Eşen-Talsperre
Die Eşen-Talsperre (türkisch Eşen Barajı), auch: Eşen-1-Talsperre, liegt im nordöstlichen Zipfel des türkischen Landkreises Seydikemer in der Mahalle Yaylapatlangıç; Provinz Muğla, ungefähr 34 km nördlich der Kreisstadt Seydikemer in einer abgeschiedenen Berggegend.

## Geographie
Der Stausee umfasst das ehemalige Flussbett des Flusses Eşen, der in der Antike Xanthos genannt wurde. Der Eşen fließt von Osten in das Reservoir und verlässt es am westlichen Ende wieder. Das Westufer ist steil und felsig, während die anderen Uferseiten sich flach vom Stausee bewegen und auf ihnen Landwirtschaft möglich ist. Im Norden ragen die bis zu 2147 m hohen Kelebekli Daği auf. Das Einzugsgebiet des Eşen-Stausees beträgt beträgt 662 km², das Wasservolumen im Durchschnitt 7,5 Millionen m³. Die tiefste Stelle befindet sich am Westende.
Der See selbst liegt 1112 m über den Meeresspiegel und ist je nach Füllstand zwei bis drei Kilometer lang und ca. 2 bis 2,5 km breit und bedeckt ungefähr eine Fläche von drei bis fünf km².
Die Durchflussmenge des Eşen schwankt stark; in Regenzeiten kann sie bis zu 250 Kubikmeter in der Sekunde betragen. Die durchschnittliche Durchflussmenge beträgt im Jahresmittel 4,5 Kubikmeter pro Sekunde. So dient der Stausee der regelmäßigen Wasserversorgung der beiden Kraftwerke Eşen 1 und Eşen 2.

## Staumauer
Der mit einer Betonvorsatzschale abgedeckte 30 Meter hohe Steinschüttdamm hat ein Volumen von 75.365 m³. Er ist 180 m lang, mittels einer kleinen Straße befahrbar und schließt den Stausee nach Westen hin ab.
Die Dammhöhe liegt 19 m über dem Seespiegel; der gesamte Damm hat eine Höhe von 30 m. Das meiste Wasser wird am Südpunkt des Dammes in zwei Röhren zur Energiegewinnung abgezweigt, der restliche Abfluss des Eşen befindet sich am nördlichen Ende der Staumauer.

## Geschichte
1962 wurde zum ersten Mal von der staatlichen Wasserbehörde DSİ das Energiepotential des Eşen im Rahmen des „Aufklärungsberichts Westlicher Mittelmeerraum“ (türkisch: Batı Akdeniz Havzası İstikşaf Raporu) untersucht. 1987 entstand der „Masterplanbericht Energie Oberes Eşen-Becken“ (türkisch: Yukarı Eşen Havzası Enerji Master Plan Raporu), in dem erste Orte für Wasserkraftwerke festgelegt wurden. 1994 entstand die Machbarkeitsstudie für die Wasserkraftwerke Eşen-1 und Eşen-2 (Eşen-2 liegt weiter südlich bei Ören, Kreis Seydikemer).
Mit dem Bau des Werks Eşen-1 wurde am 29. Januar 2010 begonnen, die Inbetriebnahme erfolgte am 23. März 2011. Die Kosten betrugen ca. 40. Millionen Euro.

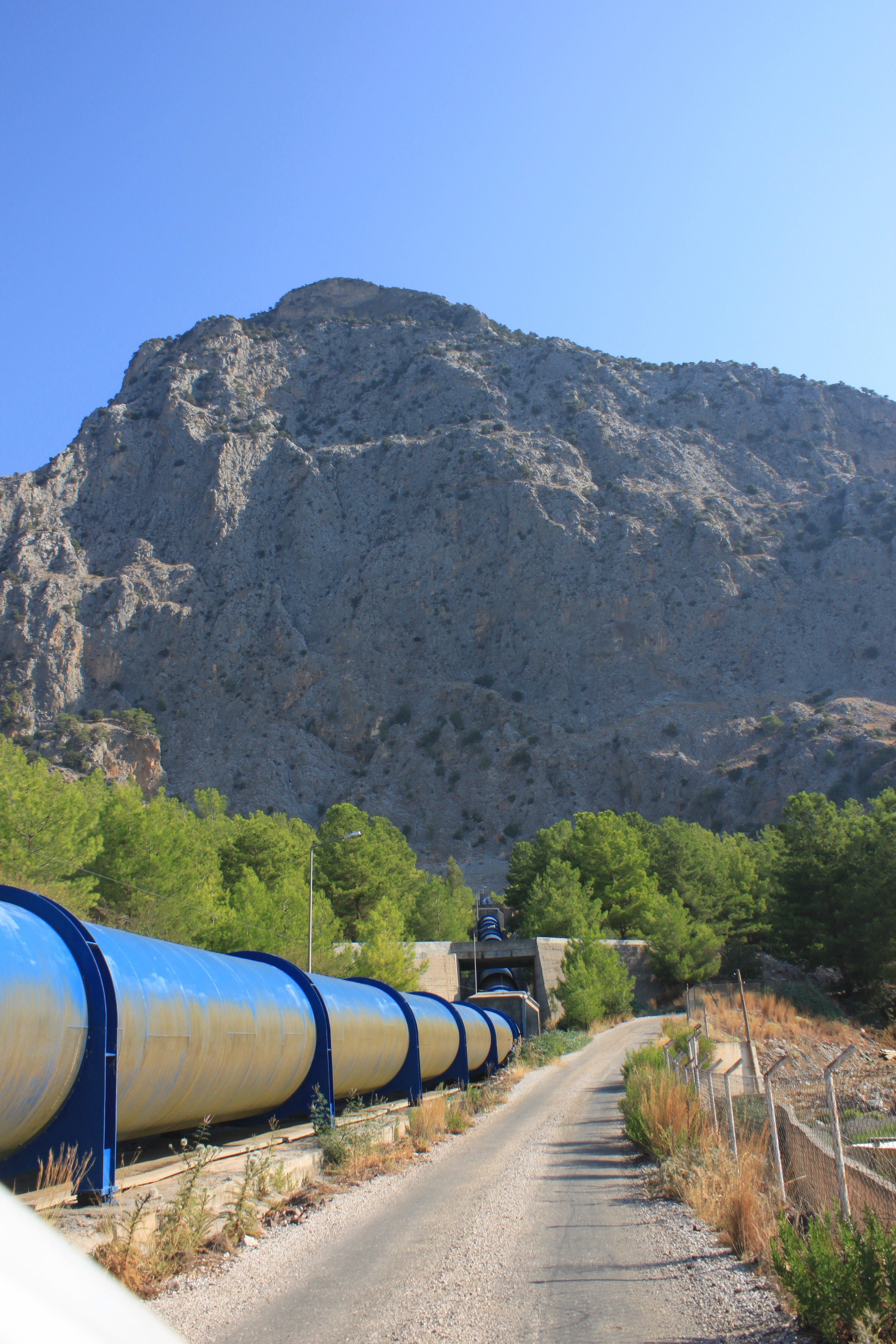
Ende der Überleitung zum Eşen-Kraftwerks in Ören, Landkreis Seydikemer, Provinz Muğla.

## Kraftwerk
Das Wasserkraftwerk Eşen-1 hat eine installierte Leistung von 60 MW. Das Wasser, das mit zwei Fernleitungsrohren, teilweise in Tunnels, in das Kopfbecken geleitet wird, kommt in einer 1470 m langen Druckleitung zum Kraftwerk. Die Elektrizität wird von zwei Sätzen vertikalachsiger Pelton-Turbinen erzeugt, jede mit einer Nennleistung von 30.000 kW und einem Generator mit einer Nennleistung von 33,5 MV. Der erzeugte Strom wird südwärts Richtung Fethiye geleitet.